# El Empleo
El Empleo è un cortometraggio d'animazione del 2008 di Santiago Bou Grasso.

## Riconoscimenti
- Premio del Pubblico del Festival di Berlino[1]
- Premio per la Migliore Opera d’Animazione 2009 I've Seen Films - International Film Festival